# Gerningsmand
En gerningsmand eller en gerningsperson betegner indenfor strafferetten en fysisk person, der enten har udført en forbrydelse eller medvirket til udførelsen af den.
Centralt i efterforskningen af gerningsmanden er ofte gerningsstedet, der undersøges for eventuelle spor efter gerningsmanden. Det kan være i form af fingeraftryk eller blodspor. Det beskrives i en politirapport, og der tages billeder fra stedet til brug for efterfølgende dokumentation.
Såfremt gerningsmanden eftersøges udarbejdes der et signalement, som beskriver højde, kropsbygning, tøj og andre særlige kendetegn.
For at kunne straffe en gerningsmand i Danmark skal vedkommende være fyldt 15 år (den kriminelle lavalder i Danmark) og have været tilregnelig i gerningsøjeblikket, dvs. ikke have været psykisk syg. Vedkommende skal også have handlet med enten fortsæt eller uagtsomhed.
I den retspolitiske debat diskuteres det, hvilken effekt, idømte straffe har på gerningsmænd. Justitsministeriets forskningskontor udarbejdede i 2020 et litteraturstudie, der konkluderer således:
| Undersøgt virkning                                              | Påvist sammenhæng                                                                     | Eventuel effektstørrelse                                  | Robusthed           |
| --------------------------------------------------------------- | ------------------------------------------------------------------------------------- | --------------------------------------------------------- | ------------------- |
| Indespærring ift. mængde af kriminalitet                        | Kriminalpræventiv effekt                                                              | Lille                                                     | Mange gode studier  |
| Straflængde ift. recidiv                                        | Oftest nuleffekt. Visse studier viser hhv. kriminalpræventive og kriminogene effekter | Lille                                                     | Mange gode studier  |
| (Strenghed af) straffens art ift. recivdiv                      | Oftest nuleffekt. I visse tilfælde kriminogen effekt                                  | Hvis effekt, da varierer effekten fra lille til betydelig | Mange gode studier  |
| (Strenghed af) straffens art ift. recidiv, færdselslov          | Kriminalpræventiv effekt                                                              | Lille til betydelig                                       | En del gode studier |
| Straffens længde ift. mængde af kriminalitet                    | Oftest nuleffekt. Visse viser kriminalpræventiv effekt                                | Hvis effekt, da lille                                     | Mange gode studier  |
| Kriminel lav- eller myndighedsalder ift. mængde af kriminalitet | Oftest nuleffekt. Ét studie viser kriminalpræventiv effekt                            | -                                                         | Få gode studier     |